# Gare de Nanning
La gare de Nanning est une gare ferroviaire chinoise situé à Nanning, dans la région autonome du Guangxi. Elle a ouvert en 1951.